# 2050
Năm 2050 (số La Mã: MML). Trong lịch Gregory, nó sẽ là năm thứ 2050 của Công nguyên hay của Anno Domini; năm thứ 50 của thiên niên kỷ 3 và của thế kỷ 21; và năm đầu tiên của thập niên 2050.

## Dự đoán sự kiện xảy ra
- Vào tháng mười một năm 2006, Achim Steiner, giám đốc điều hành của Chương trình Môi trường Liên Hợp Quốc, "cảnh báo về một sự tuyệt chủng toàn cầu của tất cả các loài sống dưới nước, nếu việc đánh bắt vẫn tiếp tục diễn ra như tốc độ hiện nay."[cần dẫn nguồn]